# Miringoplàstia
La miringoplàstia és el tancament de la perforació de pars tensa de la membrana timpànica. Quan la miringoplàstia es combina amb la reconstrucció ossicular, s'anomena timpanoplàstia. L'operació es realitza amb el pacient supí i la cara girada cap a un costat. El material empeltat més utilitzat per a la cirurgia és la fàscia temporal. Alguns cirurgians també utilitzen com a empelt per part dels cartílags i el pericondri tragal.
La miringoplàstia restableix la pèrdua auditiva en certs casos de tinnitus. Les possibilitats de reinfecció i secreció persistent són menors després de la cirurgia. La miringoplàstia no s'ha de realitzar si hi ha secreció activa de l'orella mitjana, o si el pacient té rinitis al·lèrgica incontrolada o quan hi ha sordesa de l'altra orella i en nens de menys de 3 anys. La miringoplàstia es fa sovint sota anestèsia general, però també es pot fer sota anestèsia local.